# 谷物交易所 (曼彻斯特)
谷物交易所（Corn Exchange, Manchester）是英格兰曼彻斯特的一座II级登录建筑。该建筑原为谷物交易所，爱尔兰共和军制造1996年曼彻斯特爆炸案以后，此处翻新成为三角购物中心，2014年以后改为美食广场。

## 历史

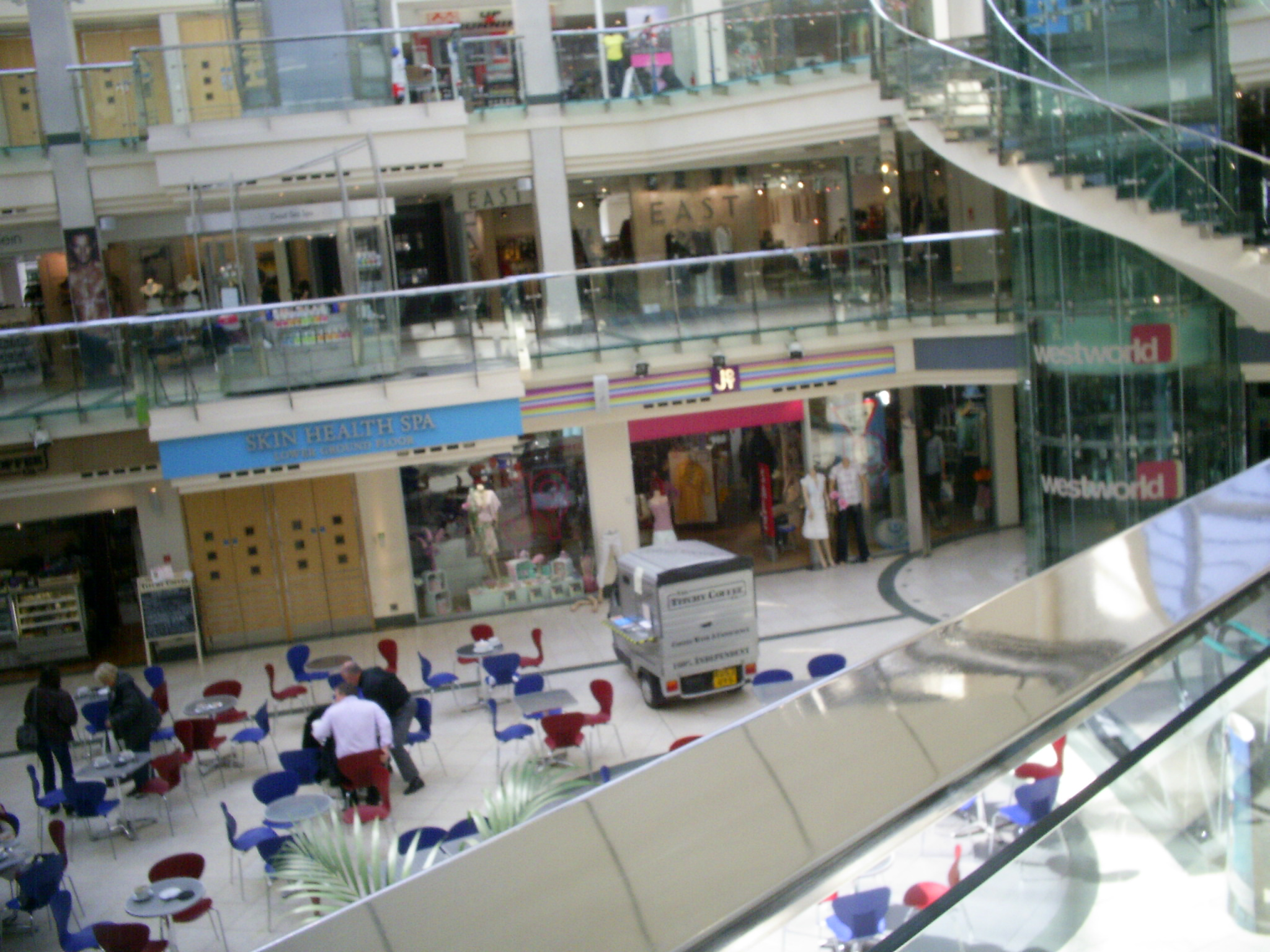

在这个地点的第一个谷物交易所建于1837年，由理查德·莱恩设计，在1897年拆除，1897-1903年改建为两个部分，分别由不同的建筑师设计。在全盛时期，谷物交易所聚集该地区数以千计的贸易商。这一直持续到20世纪20年代和30年代的经济衰退。 第二次世界大战之后，贸易逐渐减少，交易停止。自1976年该建筑物曾一度由皇家交易所剧院使用，还曾是格拉纳达电视台的拍摄地点。从这个时期到1996年，这里曾是一个小商贩市场。
爱尔兰共和军制造1996年曼彻斯特爆炸案以后，商贩们大多迁往城北。谷物交易所翻新成为三角购物中心（因为它的形状），开设高级零售店。
2005年，三角购物中心所有人更换。2012年，三角购物中心重新启动为“谷物交易所”。计划将建筑转变成食品店和酒店 2014年8月，开始拆除室内现代材料和装置。食品店在2015年开业。